# Squalus raoulensis
Squalus raoulensis — вид рода колючих акул семейства катрановых акул отряда катранообразных. Обитает в юго-западной части Тихого океана. Встречается на глубине до 500 м. Максимальный зарегистрированный размер — 72,9 см. Не является объектом коммерческого промысла.

## Таксономия
Впервые научно вид описан в 2007 году. Голотип представляет собой взрослого самца длиной 65,1 см, пойманного в 2004 году у острова Рауль (29°14' ю.ш. и 177°53' з.д.), Новая Зеландия, на глубине 320 м. Паратипы: самка длиной 72,9 см и взрослый самец длиной 68,1 см, пойманные там же.  Вид назван по названию ареала (остров Рауль). Squalus raoulensis  очень похожи на Squalus griffini, однако это разные виды, принадлежащие к комплексу видов  Squalus megalops–cubensis.

## Ареал
Squalus raoulensis  обитают в юго-западной части Тихого океана у островов Кермадек, в частности у берегов острова Рауль. Возможно их ареал более обширен и распространяется на океанические подводные хребты в юго-западной части Тихого океана. Эти акулы встречаются в верхней части островного склона на глубине до 320 м. 

## Описание
Максимальный зарегистрированный размер составляет 72,9 см. Тело стройное и удлинённое. Рыло довольно короткое. Ноздри обрамлены раздвоенными кожными складками. Расстояние от кончика рыла до рта в 2,3 раза больше ширины рта. Расстояние от кончика рыла до глаз в 2 раза превышает их длину. Крупные овальные глаза вытянуты по горизонтали. Позади глаз имеются брызгальца. У основания спинных плавников расположены шипы. Первый спинной плавник крупнее второго. Он имеет вертикальный постав, кончик закруглён. Высота шипа, расположенного у его основания, составляет 0,6—0,7 % от длины тела. Шип у основания второго спинного плавника по высоте меньше плавника. Хвостовой плавник длинный и узкий, асимметричный, выемка у края более длинной верхней лопасти. Анальный плавник отсутствует. Окраска серого или серо-коричневого цвета, брюхо светлее. По каудальному краю хвостового плавника пролегает светлая окантовка. Количество позвонков в осевом скелете 112-113. 

## Биология
Эти акулы размножаются, вероятно, яйцеживорождением. Самцы достигают половой зрелости при длине 65,1 см. Размер половозрелых самок неизвестен, поскольку официально ещё не попадалась ни одна взрослая самка.  

## Взаимодействие с человеком
Вид не является объектом целевого рыбного промысла. В ареале этих акул коммерческая рыбная ловля практически не ведётся. Международный союз охраны природы присвоил этому виду статус сохранности «Вызывающий наименьшие опасения». 